# Catagela adjurella
Catagela adjurella là một loài bướm đêm trong họ Crambidae.